# Megogo
Megogo este un serviciu de televiziune de filme de animații și de cărți care operează în România și în Ucraina a fost lansată în România în 2023 cu abonament prin plată și are televiziuni românești. Sediul este în Kiev, Ucraina.

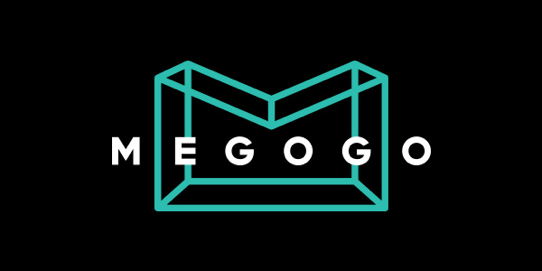
Logo-ul lui Megogo.